# Eindejaarslijst Radio 2 (Vlaanderen)
De eindejaarslijst van de Vlaamse radiozender Radio 2 is een lijst met muzieknummers die jaarlijks wordt uitgezonden tussen Kerstmis en oudejaarsavond. De lijst wordt samengesteld door de luisteraars via stemming op de website van Radio 2. Tot 2019 kwamen enkel nummers die minstens 5 jaar oud zijn in aanmerking voor notering. Sinds 2020 moeten nummers minstens 1 jaar oud zijn.
Van 2007 tot 2020 heette de lijst 1000 Klassiekers en bestond ze uit 1000 nummers. In 2021 zond Radio 2 voor het eerst de Radio 2 Top 2000 uit (naar het voorbeeld van het Nederlandse Radio 2 dat sinds 1999 in dezelfde periode de NPO Radio 2 Top 2000 uitzendt).
Bohemian Rhapsody van Queen stond al elf keer op één (2007, 2010, 2011, 2012, 2013, 2016, 2017, 2018, 2019, 2020 en 2022) en De roos van Ann Christy al twee keer (2008 en 2009). Suspicious Minds van Elvis Presley (2014), Imagine van John Lennon (2015), Music van John Miles (2021), Eenzaam zonder jou van Will Tura (2023) en Mia van Gorky (2024) eindigden al één keer op de eerste plaats.
De lijst wordt de laatste jaren uitgezonden vanuit een mobiele radiostudio in een Vlaamse stad. De uitzending is de laatste jaren niet alleen op de radio te volgen maar ook met beeld via VRT MAX.

## Top 10 van voorbije edities
| Jaar | 1                              | 2                                                     | 3                                                     | 4                                                     | 5                                                     | 6                                                     | 7                                            | 8                                                     | 9                                         | 10                                        |
| ---- | ------------------------------ | ----------------------------------------------------- | ----------------------------------------------------- | ----------------------------------------------------- | ----------------------------------------------------- | ----------------------------------------------------- | -------------------------------------------- | ----------------------------------------------------- | ----------------------------------------- | ----------------------------------------- |
| 2007 | Queen Bohemian Rhapsody        | Ann Christy De roos                                   | Barry White You're the First, the Last, My Everything | Clouseau Afscheid van een vriend                      | ABBA Dancing Queen                                    | Bryan Adams Summer of '69                             | Adamo Inch'Allah                             | Andrea Bocelli Con te partirò                         | Meat Loaf Paradise by the Dashboard Light | 10cc Dreadlock Holiday                    |
| 2008 | Ann Christy De roos            | Queen Bohemian Rhapsody                               | ABBA Dancing Queen                                    | Bryan Adams Summer of '69                             | Barry White You're the First, the Last, My Everything | Adamo Inch'Allah                                      | Clouseau Afscheid van een vriend             | Deep Purple Child in Time                             | ABBA Fernando                             | AC/DC Highway to Hell                     |
| 2009 | Ann Christy De roos            | Bryan Adams Summer of '69                             | ABBA Dancing Queen                                    | Adamo Inch'Allah                                      | Deep Purple Child in Time                             | Barry White You're the First, the Last, My Everything | Creedence Clearwater Revival Bad Moon Rising | Al Martino Spanish Eyes                               | Will Tura Eenzaam zonder jou              | Meat Loaf Paradise by the Dashboard Light |
| 2010 | Queen Bohemian Rhapsody        | Bryan Adams Summer of '69                             | Ann Christy De roos                                   | ABBA Dancing Queen                                    | Yasmine Porselein                                     | Barry White You're the First, the Last, My Everything | John Lennon Imagine                          | Deep Purple Child in Time                             | Meat Loaf Paradise by the Dashboard Light | Liesbeth List & Ramses Shaffy Pastorale   |
| 2011 | Queen Bohemian Rhapsody        | Barry White You're the First, the Last, My Everything | Ann Christy De roos                                   | Bryan Adams Summer of '69                             | ABBA Dancing Queen                                    | Will Tura Eenzaam zonder jou                          | Deep Purple Child in Time                    | Adamo Inch'Allah                                      | Meat Loaf Paradise by the Dashboard Light | Dire Straits Sultans of Swing             |
| 2012 | Queen Bohemian Rhapsody        | Barry White You're the First, the Last, My Everything | Bryan Adams Summer of '69                             | Ann Christy De roos                                   | Will Tura Eenzaam zonder jou                          | ABBA Dancing Queen                                    | Meat Loaf Paradise by the Dashboard Light    | Deep Purple Child in Time                             | Adamo Inch'Allah                          | Prince Purple Rain                        |
| 2013 | Queen Bohemian Rhapsody        | Elvis Presley Suspicious Minds                        | Will Tura Eenzaam zonder jou                          | Adamo Inch'Allah                                      | ABBA Dancing Queen                                    | Barry White You're the First, the Last, My Everything | Bryan Adams Summer of '69                    | Ann Christy De roos                                   | Deep Purple Child in Time                 | Meat Loaf Paradise by the Dashboard Light |
| 2014 | Elvis Presley Suspicious Minds | Queen Bohemian Rhapsody                               | Gorky Mia                                             | Barry White You're the First, the Last, My Everything | Will Tura Eenzaam zonder jou                          | Deep Purple Child in Time                             | ABBA Dancing Queen                           | Adamo Inch'Allah                                      | Steve Harley & Cockney Rebel Sebastian    | Dire Straits Sultans of Swing             |
| 2015 | John Lennon Imagine            | Queen Bohemian Rhapsody                               | ABBA Dancing Queen                                    | Steve Harley & Cockney Rebel Sebastian                | Barry White You're the First, the Last, My Everything | Elvis Presley Suspicious Minds                        | Will Tura Eenzaam zonder jou                 | Deep Purple Child in Time                             | Eagles Hotel California                   | Tina Turner The Best                      |
| 2016 | Queen Bohemian Rhapsody        | Prince Purple Rain                                    | Deep Purple Child in Time                             | Steve Harley & Cockney Rebel Sebastian                | Barry White You're the First, the Last, My Everything | Bruce Springsteen The River                           | Eagles Hotel California                      | Bryan Adams Summer of '69                             | David Bowie Heroes                        | ABBA Dancing Queen                        |
| 2017 | Queen Bohemian Rhapsody        | Deep Purple Child in Time                             | Barry White You're the First, the Last, My Everything | Bryan Adams Summer of '69                             | ABBA Dancing Queen                                    | Steve Harley & Cockney Rebel Sebastian                | Eagles Hotel California                      | ABBA The Winner Takes It All                          | Led Zeppelin Stairway to Heaven           | Prince Purple Rain                        |
| 2018 | Queen Bohemian Rhapsody        | ABBA Dancing Queen                                    | Michael Jackson Thriller                              | Deep Purple Child in Time                             | Barry White You're the First, the Last, My Everything | Eagles Hotel California                               | Bryan Adams Summer of '69                    | Elvis Presley Suspicious Minds                        | Toto Africa                               | ABBA The Winner Takes It All              |
| 2019 | Queen Bohemian Rhapsody        | ABBA Dancing Queen                                    | Elvis Presley Suspicious Minds                        | Willy Sommers Laat de zon in je hart                  | John Lennon Imagine                                   | Barry White You're the First, the Last, My Everything | Gorky Mia                                    | Deep Purple Child in Time                             | ABBA The Winner Takes It All              | Dire Straits Sultans of Swing             |
| 2020 | Queen Bohemian Rhapsody        | John Lennon Imagine                                   | Barry White You're the First, the Last, My Everything | Willy Sommers Laat de zon in je hart                  | ABBA Dancing Queen                                    | Gorky Mia                                             | Deep Purple Child in Time                    | Dire Straits Sultans of Swing                         | André Hazes jr. Leef                      | Eagles Hotel California                   |
| 2021 | John Miles Music               | Queen Bohemian Rhapsody                               | Willy Sommers Laat de zon in je hart                  | Bryan Adams Summer of '69                             | Gorky Mia                                             | Barry White You're the First, the Last, My Everything | John Lennon Imagine                          | Tina Turner The Best                                  | Ed Sheeran Perfect                        | ABBA Dancing Queen                        |
| 2022 | Queen Bohemian Rhapsody        | John Lennon Imagine                                   | Bryan Adams Summer of '69                             | Nicole & Hugo Goeiemorgen, morgen                     | Barry White You're the First, the Last, My Everything | Coldplay Viva la vida                                 | Willy Sommers Laat de zon in je hart         | Gorky Mia                                             | John Miles Music                          | Metejoor & Babet 1 op een miljoen         |
| 2023 | Will Tura Eenzaam zonder jou   | Queen Bohemian Rhapsody                               | John Lennon Imagine                                   | Bryan Adams Summer of '69                             | Barry White You're the First, the Last, My Everything | Gorky Mia                                             | ABBA Dancing Queen                           | Dire Straits Sultans of Swing                         | Willy Sommers Laat de zon in je hart      | Eagles Hotel California                   |
| 2024 | Gorky Mia                      | Queen Bohemian Rhapsody                               | Clouseau Nobelprijs                                   | Will Tura Eenzaam zonder jou                          | ABBA Dancing Queen                                    | Willy Sommers Laat de zon in je hart                  | John Lennon Imagine                          | Barry White You're the First, the Last, My Everything | Dire Straits Sultans of Swing             | Billy Joel Piano Man                      |

## Radio 2 Top 2000 in 2024
De vierde editie van de Top 2000 werd gepresenteerd door Anja Daems, Peter Van de Veire, Benjamien Schollaert, Caren Meynen, Ann Reymen, Xavier Taveirne, Kim Debrie, Daan Masset, Dirk Ghijs, Margaux Bogaert en Romy Deridder. De finale werd gepresenteerd door Peter Van de Veire.
Gorky stond voor de eerste keer op de eerste plaats met Mia, 10 jaar na het overlijden van zanger Luc De Vos. De nummer 1 van 2023 (Eenzaam zonder jou van Will Tura) zakte naar de 4de plaats. Summer of '69 van Bryan Adams (van 4 naar 13) en Hotel California van Eagles (van 10 naar 16) vielen uit de top 10.
Clouseau, dat in 2024 zijn veertigste verjaardag vierde, scoorde opvallend goed in deze editie van de top 2000. De groep stond met 18 nummers in de lijst, waaronder heel wat sterke stijgers en 4 nummers in de top 100: Nobelprijs (van 27 naar 3), Passie (van 823 naar 30), Domino (van 438 naar 76) en Anne (van 296 naar 98).
| 2024 | 2023 | Artiest       | Titel                                     |
| ---- | ---- | ------------- | ----------------------------------------- |
| 1    | 6    | Gorky         | Mia                                       |
| 2    | 2    | Queen         | Bohemian Rhapsody                         |
| 3    | 27   | Clouseau      | Nobelprijs                                |
| 4    | 1    | Will Tura     | Eenzaam zonder jou                        |
| 5    | 7    | ABBA          | Dancing Queen                             |
| 6    | 9    | Willy Sommers | Laat de zon in je hart                    |
| 7    | 3    | John Lennon   | Imagine                                   |
| 8    | 5    | Barry White   | You're the First, the Last, My Everything |
| 9    | 8    | Dire Straits  | Sultans of Swing                          |
| 10   | 16   | Billy Joel    | Piano Man                                 |

## Radio 2 Top 2000 in 2023
De derde editie van de Top 2000 werd gepresenteerd door Anja Daems, Siska Schoeters, Peter Van de Veire, Caren Meynen, Ann Reymen, Kim Debrie, Daan Masset, Sharon Slegers, Dirk Ghijs, Margaux Bogaert en Romy Deridder. De finale werd gepresenteerd door Peter Van de Veire.
Will Tura, die in 2023 zijn afscheid van het podium aankondigde, stond voor de eerste keer op de eerste plaats met Eenzaam zonder jou. De nummer 1 van 2022 (Bohemian Rhapsody van Queen) zakte naar de 2de plaats. Goeiemorgen, morgen van Nicole & Hugo (van 4 naar 53), Viva la vida van Coldplay (van 6 naar 19), Music van John Miles (van 9 naar 26) en 1 op een miljoen van Metejoor & Babet (van 10 naar 55) vielen uit de top 10.
De hoogste nieuwkomer was Ongewoon van Pommelien Thijs, dat binnenkwam op plaats 12.
| 2023 | 2022 | Artiest       | Titel                                     |
| ---- | ---- | ------------- | ----------------------------------------- |
| 1    | 33   | Will Tura     | Eenzaam zonder jou                        |
| 2    | 1    | Queen         | Bohemian Rhapsody                         |
| 3    | 2    | John Lennon   | Imagine                                   |
| 4    | 3    | Bryan Adams   | Summer of '69                             |
| 5    | 5    | Barry White   | You're the First, the Last, My Everything |
| 6    | 8    | Gorky         | Mia                                       |
| 7    | 11   | ABBA          | Dancing Queen                             |
| 8    | 13   | Dire Straits  | Sultans of Swing                          |
| 9    | 7    | Willy Sommers | Laat de zon in je hart                    |
| 10   | 14   | Eagles        | Hotel California                          |

## Radio 2 Top 2000 in 2022
De tweede editie van de Top 2000 werd gepresenteerd door Anja Daems, Benjamien Schollaert, Ann Reymen, Caren Meynen, Karolien Debecker, Niels Destadsbader, Kim Debrie, Daan Masset, Sharon Slegers, Dirk Ghijs en Margaux Bogaert. De finale werd gepresenteerd door Anja Daems en Benjamien Schollaert.
Queen stond voor de elfde keer op de eerste plaats met Bohemian Rhapsody. De nummer 1 van 2021 (Music van John Miles) zakte naar de 9de plaats. The Best van Tina Turner (van 8 naar 32), Perfect van Ed Sheeran (van 9 naar 12) en Dancing Queen van ABBA (van 10 naar 11) vielen uit de top 10.
De hoogste nieuwkomer was 1 op een miljoen van Metejoor & Babet, dat meteen in de top 10 binnenkwam op plaats 10.
Goeiemorgen, morgen van Nicole & Hugo werd naar een vierde plaats gestemd, als eerbetoon voor Nicole Josy die in november 2022 overleed. Ook hun versie van Pastorale (van 1356 naar 79) maakte een enorme sprong. 
| 2022 | 2021 | Artiest          | Titel                                     |
| ---- | ---- | ---------------- | ----------------------------------------- |
| 1    | 2    | Queen            | Bohemian Rhapsody                         |
| 2    | 7    | John Lennon      | Imagine                                   |
| 3    | 4    | Bryan Adams      | Summer of '69                             |
| 4    | 456  | Nicole & Hugo    | Goeiemorgen, morgen                       |
| 5    | 6    | Barry White      | You're the First, the Last, My Everything |
| 6    | 12   | Coldplay         | Viva la vida                              |
| 7    | 3    | Willy Sommers    | Laat de zon in je hart                    |
| 8    | 5    | Gorky            | Mia                                       |
| 9    | 1    | John Miles       | Music                                     |
| 10   | -    | Metejoor & Babet | 1 op een miljoen                          |

## Radio 2 Top 2000 in 2021
In 2021 werd 1000 Klassiekers vervangen door de Radio 2 Top 2000. De lijst werd gepresenteerd door Siska Schoeters, Anja Daems, Ann Reymen, Caren Meynen, Karolien Debecker, Niels Destadsbader, Cathérine Vandoorne, Iris Van Hoof, Kim Debrie, Peter Verhulst, Filip Ledaine, Daan Masset, Sharon Slegers en Dirk Ghijs. De finale werd gepresenteerd door Ann Reymen en Daan Masset.
John Miles (die begin december 2021 overleden was) stond voor het eerst op de eerste plaats met Music. De vorige nummer 1 (Bohemian Rhapsody van Queen) zakte naar de tweede plaats.
Child In Time van Deep Purple (van 7 naar 11), Sultans of Swing van Dire Straits (van 8 naar 14), Leef van André Hazes jr. (van 9 naar 58) en Hotel California van Eagles (van 10 naar 17) vielen uit de top 10.
ABBA was het best vertegenwoordigd in de lijst met 19 nummers, gevolgd door Queen met 17 nummers en Clouseau met 16 nummers.
| 2021 | 2020 | Artiest       | Titel                                     |
| ---- | ---- | ------------- | ----------------------------------------- |
| 1    | 35   | John Miles    | Music                                     |
| 2    | 1    | Queen         | Bohemian Rhapsody                         |
| 3    | 4    | Willy Sommers | Laat de zon in je hart                    |
| 4    | 11   | Bryan Adams   | Summer of '69                             |
| 5    | 6    | Gorky         | Mia                                       |
| 6    | 3    | Barry White   | You're the First, the Last, My Everything |
| 7    | 2    | John Lennon   | Imagine                                   |
| 8    | 17   | Tina Turner   | The Best                                  |
| 9    | 100  | Ed Sheeran    | Perfect                                   |
| 10   | 5    | ABBA          | Dancing Queen                             |

## 1000 Klassiekers in 2020
De veertiende editie van de lijst werd gepresenteerd door Radio 2-presentatoren Anja Daems, Peter Verhulst, Vanessa Vanhove, Benjamien Schollaert, Kim Debrie, Lars De Groote, Daan Masset, Cathérine Vandoorne, Caren Meynen en Siska Schoeters. Er waren ook acht gastpresentatoren: Niels Destadsbader, Eva Daeleman en de duo's Jelle Cleymans & Jonas Van Geel, Aster Nzeyimana & Lize Feryn en James Cooke & Gert Verhulst. De finale werd gepresenteerd door Anja Daems en Peter Verhulst.
Queen stond voor de tiende keer op de eerste plaats met Bohemian Rhapsody. Queen (14 nummers) moest wel ABBA (15 nummers) laten voorgaan als meest genoteerde artiest in de lijst. Suspicious Minds van Elvis Presley (van 3 naar 21) en The Winner Takes It All van ABBA (van 9 naar 67) vielen uit de top 10.
De hoogste nieuwkomer was Leef van André Hazes jr., dat meteen in de top 10 binnenkwam op plaats 9. De hoogste re-entry was Margrietje van Louis Neefs dat terug binnenkwam op plaats 185.
De nummers moesten in 2020 niet langer 5 jaar, maar slechts 1 jaar oud zijn om in aanmerking te komen voor notering. Daardoor kwam bijvoorbeeld Verover mij van Niels Destadsbader nieuw binnen op plaats 12.
| 2020 | 2019 | Artiest         | Titel                                     |
| ---- | ---- | --------------- | ----------------------------------------- |
| 1    | 1    | Queen           | Bohemian Rhapsody                         |
| 2    | 5    | John Lennon     | Imagine                                   |
| 3    | 6    | Barry White     | You're the First, the Last, My Everything |
| 4    | 4    | Willy Sommers   | Laat de zon in je hart                    |
| 5    | 2    | ABBA            | Dancing Queen                             |
| 6    | 7    | Gorky           | Mia                                       |
| 7    | 8    | Deep Purple     | Child In Time                             |
| 8    | 10   | Dire Straits    | Sultans of Swing                          |
| 9    | -    | André Hazes jr. | Leef                                      |
| 10   | 12   | Eagles          | Hotel California                          |

## 1000 Klassiekers in 2019
De dertiende editie van de lijst werd gepresenteerd door Radio 2-presentatoren Anja Daems, Cathérine Vandoorne, Benjamien Schollaert, Kim Debrie, Lars De Groote, Ruben Van Gucht, Peter Verhulst, Britt Van Marsenille, Daan Masset en Vanessa Vanhove en door vijf gastpresentatoren: Bart Peeters en Peter Van de Veire voor de vijfde keer, Aster Nzeyimana voor de derde keer, Xavier Taveirne voor de tweede keer en Eva Daeleman voor de eerste keer. De finale werd gepresenteerd door Anja Daems en Peter Verhulst.
Queen stond voor de negende keer op de eerste plaats met Bohemian Rhapsody. Queen was ook het best vertegenwoordigd in de lijst met 14 nummers, gevolgd door ABBA en Elvis Presley met 12 nummers en Will Tura en The Beatles met 11 nummers.
Thriller van Michael Jackson (van 3 naar 62), Hotel California (van 6 naar 12), Summer of '69 van Bryan Adams (van 7 naar 11) en Africa van Toto (van 9 naar 19) vielen uit de top 10.
De hoogste nieuwkomer was Fading like a flower van Roxette (waarvan zangeres Marie Fredriksson overleed in 2019) op plaats 453. De hoogste re-entry was Het kan niet zijn van Will Tura dat terug binnenkwam op plaats 278.
Toverdrank van Guido Belcanto en An Pierlé klom 692 plaatsen van 922 naar 230 en was daarmee de sterkste stijger. Een andere opvallende stijger was Zeg 'ns meisje van Paul Severs (die overleed in 2019) dat een sprong maakte van 667 plaatsen van 982 naar 315.
| 2019 | 2018 | Artiest       | Titel                                     |
| ---- | ---- | ------------- | ----------------------------------------- |
| 1    | 1    | Queen         | Bohemian Rhapsody                         |
| 2    | 2    | ABBA          | Dancing Queen                             |
| 3    | 8    | Elvis Presley | Suspicious Minds                          |
| 4    | 21   | Willy Sommers | Laat de zon in je hart                    |
| 5    | 33   | John Lennon   | Imagine                                   |
| 6    | 5    | Barry White   | You're the First, the Last, My Everything |
| 7    | 16   | Gorky         | Mia                                       |
| 8    | 4    | Deep Purple   | Child In Time                             |
| 9    | 10   | ABBA          | The Winner Takes It All                   |
| 10   | 12   | Dire Straits  | Sultans of Swing                          |

## 1000 Klassiekers in 2018
De twaalfde editie van de lijst werd gepresenteerd door Radio 2-presentatoren Anja Daems, Cathérine Vandoorne, Christel Van Dyck, Benjamien Schollaert, Caren Meynen, Kim Debrie, Lars De Groote, Ruben Van Gucht en Peter Verhulst en door enkele gastpresentatoren. Bart Peeters, Peter Van de Veire, Marcel Vanthilt en Ben Crabbé zaten voor de vierde keer achter de microfoon, Francesca Vanthielen voor de derde keer. Voor Siska Schoeters en Aster Nzeyimana was het de tweede keer dat ze de lijst presenteerden en voor Imke Courtois, Julie Colpaert, James Cooke en Stijn Meuris de eerste keer. De finale werd voor het vierde jaar op rij gepresenteerd door Anja Daems en Cathérine Vandoorne.
Queen stond voor de achtste keer op de eerste plaats met Bohemian Rhapsody. Queen was ook het best vertegenwoordigd in de lijst met 15 nummers, gevolgd door ABBA met 13 nummers en Elvis Presley met 12 nummers. Voor de derde keer stond geen enkel Belgisch nummer in de top tien. Mia van Gorky was het hoogst genoteerde Belgische nummer op plaats 16.
Sebastian van Steve Harley & Cockney Rebel (van 6 naar 13), Stairway to Heaven van Led Zeppelin (van 9 naar 17) en Purple Rain van Prince (van 10 naar 23) vielen uit de top 10.
De hoogste nieuwkomer was Happy van Pharrell Williams op plaats 171. Hallelujah van Leonard Cohen klom 744 plaatsen van 992 naar 248 en was daarmee de sterkste stijger.
| 2018 | 2017 | Artiest         | Titel                                     |
| ---- | ---- | --------------- | ----------------------------------------- |
| 1    | 1    | Queen           | Bohemian Rhapsody                         |
| 2    | 5    | ABBA            | Dancing Queen                             |
| 3    | 53   | Michael Jackson | Thriller                                  |
| 4    | 2    | Deep Purple     | Child In Time                             |
| 5    | 3    | Barry White     | You're the First, the Last, My Everything |
| 6    | 7    | Eagles          | Hotel California                          |
| 7    | 4    | Bryan Adams     | Summer of '69                             |
| 8    | 12   | Elvis Presley   | Suspicious Minds                          |
| 9    | 37   | Toto            | Africa                                    |
| 10   | 8    | ABBA            | The Winner Takes It All                   |

## 1000 Klassiekers in 2017
De elfde editie van de lijst werd gepresenteerd door Radio 2-presentatoren Anja Daems, Cathérine Vandoorne, Christel Van Dyck, Benjamien Schollaert, Caren Meynen, Kim Debrie, Lars De Groote en Ruben Van Gucht en door enkele gastpresentatoren. Bart Peeters, Peter Van de Veire, Marcel Vanthilt en Ben Crabbé zaten voor de derde keer achter de microfoon, Bieke Ilegems en Goedele Liekens voor de tweede keer. Voor Ingeborg, Siska Schoeters, Aster Nzeyimana, Xavier Taveirne, Steven Van Herreweghe, Kristel Verbeke en Gene Thomas was het de eerste keer dat ze de lijst presenteerden. De finale werd voor het derde jaar op rij gepresenteerd door Anja Daems en Cathérine Vandoorne.
Queen stond voor de zevende keer op de eerste plaats met Bohemian Rhapsody. The River van Bruce Springsteen (van 6 naar 27) en Heroes van David Bowie (van 9 naar 29) vielen uit de top 10. 
The Beatles en Queen waren het best vertegenwoordigd in de lijst met elk 13 nummers. Voor de tweede keer stond geen enkel Belgisch nummer in de top tien. Eenzaam zonder jou van Will Tura was het hoogst genoteerde Belgische nummer op plaats 13.
De hoogste nieuwkomer was Ploegsteert van Het Zesde Metaal op plaats 203. Hurt van Johnny Cash klom 752 plaatsen van 983 naar 231 en was daarmee de sterkste stijger.
| 2017 | 2016 | Artiest                      | Titel                                     |
| ---- | ---- | ---------------------------- | ----------------------------------------- |
| 1    | 1    | Queen                        | Bohemian Rhapsody                         |
| 2    | 3    | Deep Purple                  | Child in Time                             |
| 3    | 5    | Barry White                  | You're the First, the Last, My Everything |
| 4    | 8    | Bryan Adams                  | Summer of '69                             |
| 5    | 10   | ABBA                         | Dancing Queen                             |
| 6    | 4    | Steve Harley & Cockney Rebel | Sebastian                                 |
| 7    | 7    | Eagles                       | Hotel California                          |
| 8    | 64   | ABBA                         | The Winner Takes It All                   |
| 9    | 16   | Led Zeppelin                 | Stairway to Heaven                        |
| 10   | 2    | Prince                       | Purple Rain                               |

## 1000 Klassiekers in 2016
De tiende editie van de lijst werd gepresenteerd door Radio 2-presentatoren Anja Daems, Cathérine Vandoorne, Christel Van Dyck, Benjamien Schollaert, Caren Meynen, Albrecht Wauters, Kim Debrie, Lars De Groote en Ruben Van Gucht en door enkele gastpresentatoren. Bart Peeters, Peter Van de Veire, Marcel Vanthilt, Francesca Vanthielen en Ben Crabbé zaten voor de tweede keer achter de microfoon. Voor Adriaan Van den Hoof, Bieke Ilegems, Lieven Van Gils, Fatma Taspinar, Goedele Liekens, Tom Waes en Dina Tersago was het de eerste keer dat ze de lijst presenteerden. De finale werd gepresenteerd door Anja Daems en Cathérine Vandoorne.
Queen stond voor de zesde keer op de eerste plaats met Bohemian Rhapsody. De nummer 1 van 2015 (Imagine van John Lennon) zakte naar de 21ste plaats. Ook Suspicious Minds van Elvis Presley (van 6 naar 23), Eenzaam zonder jou van Will Tura (van 7 naar 14) en The Best van Tina Turner (van 10 naar 15) vielen uit de top 10. David Bowie en Prince (die beiden overleden in 2016) kwamen de top tien binnen.
Elvis Presley, The Beatles en Queen waren het best vertegenwoordigd in de lijst met elk 12 nummers. Voor het eerst stond geen enkel Belgisch nummer in de top tien. Mia van Gorky was het hoogst genoteerde Belgische nummer op plaats 11.
De hoogste nieuwkomer was Someone Like You van Adele op plaats 19. De hoogste rentree was voor Early Bird van André Brasseur, dat terug binnenkwam op plaats 205. Bluesette van Toots Thielemans (die eveneens overleden was in 2016) klom 709 plaatsen van 842 naar 133 en was daarmee de sterkste stijger.
| 2016 | 2015 | Artiest                      | Titel                                     |
| ---- | ---- | ---------------------------- | ----------------------------------------- |
| 1    | 2    | Queen                        | Bohemian Rhapsody                         |
| 2    | 68   | Prince                       | Purple Rain                               |
| 3    | 8    | Deep Purple                  | Child in Time                             |
| 4    | 4    | Steve Harley & Cockney Rebel | Sebastian                                 |
| 5    | 5    | Barry White                  | You're the First, the Last, My Everything |
| 6    | 24   | Bruce Springsteen            | The River                                 |
| 7    | 9    | Eagles                       | Hotel California                          |
| 8    | 29   | Bryan Adams                  | Summer of '69                             |
| 9    | 125  | David Bowie                  | Heroes                                    |
| 10   | 3    | ABBA                         | Dancing Queen                             |

## 1000 Klassiekers in 2015
De negende editie van de lijst werd gepresenteerd door Radio 2-presentatoren Anja Daems, Cathérine Vandoorne, Christel Van Dyck, Benjamien Schollaert, Caren Meynen en Albrecht Wauters en door de gastpresentatoren Niels Destadsbader, Kobe Ilsen, Guga Baul, Otto-Jan Ham, Hanne Decoutere, Koen De Bouw, Bart Peeters, Peter Van de Veire, Marcel Vanthilt, Leen Demaré, Evy Gruyaert, Francesca Vanthielen en Ben Crabbé. De finale werd gepresenteerd door Anja Daems en Cathérine Vandoorne.
John Lennon stond voor de eerste keer op 1 met Imagine, waarschijnlijk doordat het nummer na de aanslagen in Parijs van november 2015 vaak gedraaid werd. Will Tura, Queen en Elvis Presley waren het best vertegenwoordigd in de lijst met 11 nummers.
Mia van Gorky (van 3 naar 14), Inch'Allah van Adamo (van 8 naar 16) en Sultans of Swing van Dire Straits (van 10 naar 11) vielen uit de top 10.
De hoogste nieuwkomer was Make You Feel My Love van Adele op plaats 80. De hoogste rentree was voor Pride (In the Name of Love) van U2, dat terug binnenkwam op plaats 200. There Will Be No Next Time van The Kids klom 507 plaatsen van 815 naar 308 en was daarmee de sterkste stijger.
| 2015 | 2014 | Artiest                      | Titel                                     |
| ---- | ---- | ---------------------------- | ----------------------------------------- |
| 1    | 20   | John Lennon                  | Imagine                                   |
| 2    | 2    | Queen                        | Bohemian Rhapsody                         |
| 3    | 7    | ABBA                         | Dancing Queen                             |
| 4    | 9    | Steve Harley & Cockney Rebel | Sebastian                                 |
| 5    | 4    | Barry White                  | You're the First, the Last, My Everything |
| 6    | 1    | Elvis Presley                | Suspicious Minds                          |
| 7    | 5    | Will Tura                    | Eenzaam zonder jou                        |
| 8    | 6    | Deep Purple                  | Child in Time                             |
| 9    | 23   | Eagles                       | Hotel California                          |
| 10   | 27   | Tina Turner                  | The Best                                  |

## 1000 Klassiekers in 2014
De achtste editie van de lijst werd gepresenteerd door Benjamien Schollaert, Christel Van Dyck, Albrecht Wauters, Cathérine Vandoorne en Kim Debrie. De finale werd gepresenteerd door Christel Van Dijck, bijgestaan door Showbizz Bart.
Elvis Presley stond voor de eerste keer op 1 met Suspicious Minds. Will Tura was het best vertegenwoordigd in de lijst met 17 nummers, gevolgd door Elvis Presley met 13 nummers. ABBA en Queen deelden de derde plaats met elk 11 nummers.
Summer of '69 van Bryan Adams (van 7 naar 13), De roos van Ann Christy (van 8 naar 11) en Paradise by the Dashboard Light van Meat Loaf (van 10 naar 24) vielen uit de top 10.
De hoogste nieuwkomer was Non, non, rien n'a changé van Les Poppys op plaats 356. De hoogste rentree was voor Gold van Spandau Ballet, dat terug binnenkwam op plaats 161. You Can't Hurry Love van Phil Collins klom 716 plaatsen van 867 naar 151 en was daarmee de sterkste stijger. De sterkste daler daarentegen was She van Charles Aznavour, dat 661 plaatsen zakte van 128 naar 789.
| 2014 | 2013 | Artiest                      | Titel                                     |
| ---- | ---- | ---------------------------- | ----------------------------------------- |
| 1    | 2    | Elvis Presley                | Suspicious Minds                          |
| 2    | 1    | Queen                        | Bohemian Rhapsody                         |
| 3    | 89   | Gorky                        | Mia                                       |
| 4    | 6    | Barry White                  | You're the First, the Last, My Everything |
| 5    | 3    | Will Tura                    | Eenzaam zonder jou                        |
| 6    | 9    | Deep Purple                  | Child in Time                             |
| 7    | 5    | ABBA                         | Dancing Queen                             |
| 8    | 4    | Adamo                        | Inch'Allah                                |
| 9    | 19   | Steve Harley & Cockney Rebel | Sebastian                                 |
| 10   | 25   | Dire Straits                 | Sultans of Swing                          |

## 1000 Klassiekers in 2013
De zevende editie van de lijst werd gepresenteerd door Benjamien Schollaert, Christel Van Dyck, Anja Daems, Caren Meynen en Albrecht Wauters. De finale werd gepresenteerd door Anja Daems, bijgestaan door Will Tura, Bart Peeters en Helmut Lotti.
Queen stond al voor de vijfde keer op 1 met Bohemian Rhapsody. Will Tura was het best vertegenwoordigd in de lijst met 22 nummers, gevolgd door ABBA met 17 nummers en Elvis Presley met 16 nummers. Adamo had de meeste nummers in de top 100 (6).
Purple Rain van Prince (van 10 naar 52) viel uit de top 10.
De hoogste nieuwkomer was Don't Be Cruel van Elvis Presley. Dit lied kwam binnen op plaats 71. Een ander lied van Presley dat veel succes kende, was Suspicious Minds, dat steeg van plaats 92 naar plaats 2. De hoogste rentree was voor Le Freak van Chic, dat terug binnenkwam op de honderdste plek. À tè Corsica van I Muvrini was de sterkste stijger. Het nummer klom namelijk 915 plaatsen, van 950 naar 35. De sterkste daler daarentegen werd Eagle van ABBA, dat 617 plaatsen zakte.
| 2013 | 2012 | Artiest       | Titel                                     |
| ---- | ---- | ------------- | ----------------------------------------- |
| 1    | 1    | Queen         | Bohemian Rhapsody                         |
| 2    | 92   | Elvis Presley | Suspicious Minds                          |
| 3    | 5    | Will Tura     | Eenzaam zonder jou                        |
| 4    | 9    | Adamo         | Inch'Allah                                |
| 5    | 6    | ABBA          | Dancing Queen                             |
| 6    | 2    | Barry White   | You're the First, the Last, My Everything |
| 7    | 3    | Bryan Adams   | Summer of '69                             |
| 8    | 4    | Ann Christy   | De roos                                   |
| 9    | 8    | Deep Purple   | Child in Time                             |
| 10   | 7    | Meat Loaf     | Paradise by the Dashboard Light           |

## 1000 Klassiekers in 2012
De zesde editie van de lijst werd gepresenteerd door Peter Verhulst, Dieter Vandepitte, Christel Van Dyck, Benjamien Schollaert en Lars De Groote. Zij werden bijgestaan door sidekicks Caren Meynen en Iris Van Hoof. De finale werd gepresenteerd door Dieter Vandepitte, en de nummer 1 werd bekendgemaakt door Louis Tobback, de burgemeester van Leuven, omdat het programma voor een deel vanuit die stad uitgezonden werd.
Queen stond voor de vierde keer op nummer 1 met Bohemian Rhapsody. Will Tura was in 2012 het best vertegenwoordigd met 21 nummers, gevolgd door ABBA met 18 nummers. Queen was derde met 14 nummers. ABBA had de meeste nummers in de top 100 (6).
Sultans of Swing van Dire Straits (van 10 naar 38) viel uit de top 10.
| 2012 | 2011 | Artiest     | Titel                                     |
| ---- | ---- | ----------- | ----------------------------------------- |
| 1    | 1    | Queen       | Bohemian Rhapsody                         |
| 2    | 2    | Barry White | You're the First, the Last, My Everything |
| 3    | 4    | Bryan Adams | Summer of '69                             |
| 4    | 3    | Ann Christy | De roos                                   |
| 5    | 6    | Will Tura   | Eenzaam zonder jou                        |
| 6    | 5    | ABBA        | Dancing Queen                             |
| 7    | 9    | Meat Loaf   | Paradise by the Dashboard Light           |
| 8    | 7    | Deep Purple | Child in Time                             |
| 9    | 8    | Adamo       | Inch'Allah                                |
| 10   | 37   | Prince      | Purple Rain                               |

## 1000 Klassiekers in 2011
De vijfde editie van de lijst werd gepresenteerd door Peter Verhulst, Dieter Vandepitte, Christel Van Dyck en Benjamien Schollaert. Op 30 en 31 december werd Peter Verhulst vervangen door Marc Pinte omdat hij zijn stem kwijt was. De finale werd in 2011 dan ook niet gepresenteerd door Verhulst maar door Dieter Vandepitte. De nummer 1 werd bekendgemaakt door premier Elio Di Rupo.
Queen stond voor de derde keer op nummer 1 met Bohemian Rhapsody. Will Tura was in 2011 het best vertegenwoordigd met 22 nummers, gevolgd door ABBA en Elvis Presley met elk 18 nummers. Queen stond op de derde plaats met 17 nummers. ABBA had de meeste nummers in de top 100 (6).
Porselein van Yasmine (van 5 naar 44), Imagine van John Lennon (van 7 naar 20) en Pastorale van Liesbeth List & Ramses Shaffy (van 10 naar 93) vielen uit de top 10.
| 2011 | 2010 | Artiest      | Titel                                     |
| ---- | ---- | ------------ | ----------------------------------------- |
| 1    | 1    | Queen        | Bohemian Rhapsody                         |
| 2    | 6    | Barry White  | You're the First, the Last, My Everything |
| 3    | 3    | Ann Christy  | De roos                                   |
| 4    | 2    | Bryan Adams  | Summer of '69                             |
| 5    | 4    | ABBA         | Dancing Queen                             |
| 6    | 14   | Will Tura    | Eenzaam zonder jou                        |
| 7    | 8    | Deep Purple  | Child in Time                             |
| 8    | 91   | Adamo        | Inch'Allah                                |
| 9    | 9    | Meat Loaf    | Paradise by the Dashboard Light           |
| 10   | 16   | Dire Straits | Sultans of Swing                          |

## 1000 Klassiekers in 2010
De vierde editie van de lijst werd gepresenteerd door Peter Verhulst, Dieter Vandepitte, Christel Van Dyck en Benjamien Schollaert.
Queen stond voor de tweede keer op nummer 1 met Bohemian Rhapsody. De nummer 1 van de vorige editie (De roos van Ann Christy) zakte naar de derde plaats. Inch'Allah van Adamo (van 4 naar 91), Bad Moon Rising van Creedence Clearwater Revival (van 7 naar 41), Spanish Eyes van Al Martino (van 8 naar 84) en Eenzaam zonder jou van Will Tura  (van 9 naar 14) vielen uit de top 10.
ABBA was in 2010 het best vertegenwoordigd met 13 nummers, gevolgd door Clouseau en The Beatles met elk 11 nummers. Will Tura, Adamo en Creedence Clearwater Revival deelden de derde plaats met elk 10 nummers. ABBA had de meeste nummers in de top 100 (5).
| 2010 | 2009 | Artiest                       | Titel                                     |
| ---- | ---- | ----------------------------- | ----------------------------------------- |
| 1    | 35   | Queen                         | Bohemian Rhapsody                         |
| 2    | 2    | Bryan Adams                   | Summer of '69                             |
| 3    | 1    | Ann Christy                   | De roos                                   |
| 4    | 3    | ABBA                          | Dancing Queen                             |
| 5    | 12   | Yasmine                       | Porselein                                 |
| 6    | 6    | Barry White                   | You're the First, the Last, My Everything |
| 7    | 112  | John Lennon                   | Imagine                                   |
| 8    | 5    | Deep Purple                   | Child in Time                             |
| 9    | 10   | Meat Loaf                     | Paradise by the Dashboard Light           |
| 10   | 90   | Liesbeth List & Ramses Shaffy | Pastorale                                 |

## 1000 Klassiekers in 2009
De derde editie van de lijst werd gepresenteerd door David Van Ooteghem, Peter Verhulst, Guy De Pré en Dieter Vandepitte.
Ann Christy stond voor de tweede keer op 1 met De roos. De nummer 1 van 2007 (Bohemian Rhapsody van Queen) zakte naar plaats 35. Ook Afscheid van een vriend van Clouseau (van 7 naar 22), Fernando van ABBA (van 9 naar 13) en Highway to Hell van AC/DC (van 10 naar 38) vielen uit de top 10.
ABBA was in 2009 het best vertegenwoordigd met 14 nummers, daarna volgde Adamo met 12 nummers. Will Tura en Clouseau waren gedeeld derde met 11 nummers. ABBA had ook de meeste nummers in de top 100 (5).
| 2009 | 2008 | Artiest                      | Titel                                     |
| ---- | ---- | ---------------------------- | ----------------------------------------- |
| 1    | 1    | Ann Christy                  | De roos                                   |
| 2    | 4    | Bryan Adams                  | Summer of '69                             |
| 3    | 3    | ABBA                         | Dancing Queen                             |
| 4    | 6    | Adamo                        | Inch'Allah                                |
| 5    | 8    | Deep Purple                  | Child in Time                             |
| 6    | 5    | Barry White                  | You're the First, the Last, My Everything |
| 7    | 20   | Creedence Clearwater Revival | Bad Moon Rising                           |
| 8    | 19   | Al Martino                   | Spanish Eyes                              |
| 9    | 12   | Will Tura                    | Eenzaam zonder jou                        |
| 10   | 13   | Meat Loaf                    | Paradise by the Dashboard Light           |

## 1000 Klassiekers in 2008
De tweede editie van de lijst werd gepresenteerd door Guy De Pré, Herbert Verhaeghe, Dieter Vandepitte en Peter Verhulst.
Ann Christy stond voor de eerste keer op 1 met De roos. ABBA was in 2008 het best vertegenwoordigd met 19 nummers, daarna volgden Elvis Presley met 18 nummers en Will Tura met 15 nummers. ABBA en Adamo hadden de meeste nummers in de top 100 (elk 6).
Con te partirò van Andrea Bocelli (van 8 naar 16), Paradise by the Dashboard Light van Meat Loaf (van 9 naar 13) en Dreadlock Holiday van 10cc (van 10 naar 15) vielen uit de top 10.
| 2008 | 2007 | Artiest     | Titel                                     |
| ---- | ---- | ----------- | ----------------------------------------- |
| 1    | 2    | Ann Christy | De roos                                   |
| 2    | 1    | Queen       | Bohemian Rhapsody                         |
| 3    | 5    | ABBA        | Dancing Queen                             |
| 4    | 6    | Bryan Adams | Summer of '69                             |
| 5    | 3    | Barry White | You're the First, the Last, My Everything |
| 6    | 7    | Adamo       | Inch'Allah                                |
| 7    | 4    | Clouseau    | Afscheid van een vriend                   |
| 8    | 11   | Deep Purple | Child in Time                             |
| 9    | 14   | ABBA        | Fernando                                  |
| 10   | 29   | AC/DC       | Highway to Hell                           |

## 1000 Klassiekers in 2007
De eerste editie van de lijst werd gepresenteerd door Guy De Pré, Herbert Verhaeghe en Dieter Vandepitte. Zij werden bijgestaan door vier gastpresentatoren: Zaki, Gust De Coster, Paul De Meulder en Jo met de banjo.
Queen was de eerste nummer 1 met Bohemian Rhapsody. ABBA was in 2007 het best vertegenwoordigd met 26 nummers, daarna volgden Clouseau met 24 nummers en Elvis Presley met 22 nummers. Adamo was vierde met 19 nummers, maar had wel de meeste nummers in de top 100 (7).
| 2007 | Artiest        | Titel                                     |
| ---- | -------------- | ----------------------------------------- |
| 1    | Queen          | Bohemian Rhapsody                         |
| 2    | Ann Christy    | De roos                                   |
| 3    | Barry White    | You're the First, the Last, My Everything |
| 4    | Clouseau       | Afscheid van een vriend                   |
| 5    | ABBA           | Dancing Queen                             |
| 6    | Bryan Adams    | Summer of '69                             |
| 7    | Adamo          | Inch'Allah                                |
| 8    | Andrea Bocelli | Con te partirò                            |
| 9    | Meat Loaf      | Paradise by the Dashboard Light           |
| 10   | 10cc           | Dreadlock Holiday                         |

## Nummers in de top 5
Onderstaande tabel geeft de jaarlijkse noteringen weer van alle nummers die sinds 2007 minstens een keer de top 5 haalden. De hoogste positie van elk nummer is gemarkeerd.
| Titel en artiest                                        | 2007 | 2008 | 2009 | 2010 | 2011 | 2012 | 2013 | 2014 | 2015 | 2016 | 2017 | 2018 | 2019 | 2020 | 2021 | 2022 | 2023 | 2024 |
| ------------------------------------------------------- | ---- | ---- | ---- | ---- | ---- | ---- | ---- | ---- | ---- | ---- | ---- | ---- | ---- | ---- | ---- | ---- | ---- | ---- |
| Bohemian Rhapsody – Queen                               | 1    | 2    | 35   | 1    | 1    | 1    | 1    | 2    | 2    | 1    | 1    | 1    | 1    | 1    | 2    | 1    | 2    | 2    |
| De roos – Ann Christy                                   | 2    | 1    | 1    | 3    | 3    | 4    | 8    | 11   | 19   | 38   | 38   | 44   | 172  | 258  | 254  | 306  | 173  | 53   |
| Suspicious Minds – Elvis Presley                        | 45   | 45   | 21   | 51   | 36   | 92   | 2    | 1    | 6    | 23   | 12   | 8    | 3    | 21   | 27   | 31   | 28   | 35   |
| Imagine – John Lennon                                   | 27   | 34   | 112  | 7    | 20   | 12   | 15   | 20   | 1    | 21   | 17   | 33   | 5    | 2    | 7    | 2    | 3    | 7    |
| Music - John Miles                                      | 42   | 63   | 323  | 55   | 40   | 79   | 62   | 46   | 31   | 59   | 51   | 59   | 35   | 35   | 1    | 9    | 26   | 11   |
| Eenzaam zonder jou – Will Tura                          | 15   | 12   | 9    | 14   | 6    | 5    | 3    | 5    | 7    | 14   | 13   | 26   | 22   | 22   | 32   | 33   | 1    | 4    |
| Mia – Gorky                                             | 21   | 40   | 40   | 35   | 35   | 91   | 89   | 3    | 14   | 11   | 15   | 16   | 7    | 6    | 5    | 8    | 6    | 1    |
| Dancing Queen – ABBA                                    | 5    | 3    | 3    | 4    | 5    | 6    | 5    | 7    | 3    | 10   | 5    | 2    | 2    | 5    | 10   | 11   | 7    | 5    |
| Summer of '69 – Bryan Adams                             | 6    | 4    | 2    | 2    | 4    | 3    | 7    | 13   | 29   | 8    | 4    | 7    | 11   | 11   | 4    | 3    | 4    | 13   |
| You're the First, the Last, My Everything – Barry White | 3    | 5    | 6    | 6    | 2    | 2    | 6    | 4    | 5    | 5    | 3    | 5    | 6    | 3    | 6    | 5    | 5    | 8    |
| Purple Rain – Prince                                    | 67   | 193  | -    | 778  | 37   | 10   | 52   | 56   | 68   | 2    | 10   | 23   | 25   | 20   | 26   | 28   | 32   | 18   |
| Child in Time – Deep Purple                             | 11   | 8    | 5    | 8    | 7    | 8    | 9    | 6    | 8    | 3    | 2    | 4    | 8    | 7    | 11   | 18   | 14   | 31   |
| Thriller – Michael Jackson                              | 391  | 224  | 77   | 69   | 79   | 40   | 21   | 39   | 41   | 22   | 53   | 3    | 62   | 102  | 31   | 65   | 95   | 81   |
| Laat de zon in je hart – Willy Sommers                  | -    | -    | -    | -    | -    | -    | 991  | 526  | 292  | 197  | 126  | 21   | 4    | 4    | 3    | 7    | 9    | 6    |
| Nobelprijs – Clouseau                                   | 30   | 53   | 34   | 79   | 122  | 50   | 99   | 68   | 63   | 151  | 112  | 139  | 78   | 41   | 18   | 22   | 27   | 3    |
| Inch'Allah – Adamo                                      | 7    | 6    | 4    | 91   | 8    | 9    | 4    | 8    | 16   | 44   | 43   | 89   | 171  | 138  | 183  | 293  | 493  | 92   |
| Sebastian – Steve Harley & Cockney Rebel                | 200  | 126  | 157  | 307  | 202  | 182  | 19   | 9    | 4    | 4    | 6    | 13   | 14   | 33   | 59   | 43   | 29   | 20   |
| Afscheid van een vriend – Clouseau                      | 4    | 7    | 22   | 17   | 27   | 30   | 40   | 38   | 27   | 28   | 40   | 52   | 74   | 128  | 126  | 203  | 480  | 161  |
| Goeiemorgen, morgen – Nicole & Hugo                     | -    | -    | 904  | 946  | 998  | 966  | 932  | 533  | 191  | 112  | 323  | 455  | 579  | 827  | 456  | 4    | 53   | 238  |
| Porselein – Yasmine                                     | 431  | 937  | 12   | 5    | 44   | 73   | 33   | 33   | 102  | 293  | 357  | 488  | 441  | 140  | 194  | 225  | 484  | 337  |

## Meest genoteerde artiesten
Onderstaande tabel toont een overzicht van alle artiesten die minstens 1 keer met minstens 10 nummers voorkwamen in de 1000 Klassiekers (tot 2020) of de Radio 2 Top 2000 (vanaf 2021).
| Artiest                      | 2007 | 2008 | 2009 | 2010 | 2011 | 2012 | 2013 | 2014 | 2015 | 2016 | 2017 | 2018 | 2019 | 2020 | 2021 | 2022 | 2023 |
| ---------------------------- | ---- | ---- | ---- | ---- | ---- | ---- | ---- | ---- | ---- | ---- | ---- | ---- | ---- | ---- | ---- | ---- | ---- |
| ABBA                         | 26   | 19   | 14   | 13   | 18   | 18   | 17   | 11   | 10   | 9    | 10   | 13   | 12   | 15   | 19   | 19   | 21   |
| Will Tura                    | 15   | 15   | 11   | 10   | 22   | 21   | 22   | 17   | 11   | 10   | 10   | 9    | 11   | 13   | 10   | 12   | 13   |
| Queen                        | 13   | 8    | 8    | 9    | 17   | 14   | 12   | 11   | 11   | 12   | 13   | 15   | 14   | 14   | 17   | 20   | 21   |
| Elvis Presley                | 22   | 18   | 7    | 8    | 18   | 13   | 16   | 13   | 11   | 12   | 12   | 12   | 12   | 9    | 9    | 10   | 10   |
| The Beatles                  | 13   | 14   | 9    | 11   | 13   | 13   | 10   | 10   | 9    | 12   | 13   | 11   | 11   | 10   | 10   | 13   | 13   |
| Clouseau                     | 24   | 13   | 11   | 11   | 11   | 11   | 12   | 6    | 7    | 7    | 8    | 8    | 9    | 9    | 16   | 16   | 14   |
| Adamo                        | 19   | 10   | 12   | 10   | 13   | 12   | 12   | 6    | 4    | 3    | 3    | 3    | 4    | 4    | 4    | 4    | 3    |
| Boudewijn de Groot           | 15   | 9    | 9    | 8    | 10   | 10   | 9    | 5    | 5    | 6    | 6    | 5    | 5    | 4    | 4    | 4    | 4    |
| Creedence Clearwater Revival | 14   | 9    | 10   | 10   | 13   | 12   | 11   | 6    | 5    | 5    | 5    | 5    | 5    | 6    | 6    | 6    | 6    |
| Michael Jackson              | 3    | 3    | 6    | 6    | 10   | 11   | 13   | 6    | 6    | 6    | 7    | 5    | 5    | 5    | 12   | 13   | 11   |
| The Rolling Stones           | 12   | 9    | 5    | 5    | 10   | 10   | 10   | 7    | 5    | 5    | 6    | 5    | 5    | 5    | 9    | 12   | 11   |
| Yasmine                      | 3    | 1    | 6    | 5    | 11   | 10   | 9    | 5    | 4    | 4    | 4    | 4    | 4    | 5    | 7    | 6    | 6    |
| 10cc                         | 9    | 10   | 6    | 6    | 2    | 2    | 3    | 2    | 2    | 2    | 2    | 3    | 3    | 2    | 2    | 3    | 3    |
| Bruce Springsteen            | 9    | 10   | 6    | 4    | 9    | 9    | 8    | 5    | 5    | 6    | 6    | 6    | 6    | 7    | 9    | 10   | 13   |
| Dire Straits                 | 6    | 10   | 7    | 7    | 9    | 8    | 8    | 6    | 6    | 6    | 6    | 7    | 7    | 8    | 11   | 10   | 11   |
| Elton John                   | 3    | 6    | 4    | 4    | 7    | 6    | 6    | 6    | 6    | 6    | 7    | 7    | 10   | 10   | 14   | 14   | 17   |
| Bart Peeters                 | 3    | 2    | 1    | 1    | 4    | 4    | 3    | 1    | 1    | 1    | 2    | 2    | 3    | 10   | 8    | 11   | 10   |
| Madonna                      | 4    | 3    | 3    | 4    | 5    | 5    | 6    | 3    | 3    | 3    | 5    | 7    | 7    | 5    | 15   | 15   | 13   |
| Marco Borsato                | 8    | 8    | 5    | 4    | 8    | 8    | 7    | 3    | 3    | 3    | 6    | 8    | 8    | 8    | 13   | 12   | 10   |
| U2                           | 9    | 8    | 7    | 7    | 9    | 9    | 8    | 4    | 5    | 9    | 8    | 8    | 9    | 9    | 12   | 13   | 11   |
| Prince                       | 2    | 1    | 4    | 5    | 2    | 2    | 4    | 3    | 3    | 6    | 7    | 8    | 7    | 8    | 12   | 12   | 11   |
| Coldplay                     | 2    | 1    | 1    | 1    | 4    | 3    | 2    | 2    | 3    | 3    | 3    | 3    | 3    | 4    | 12   | 12   | 14   |
| George Michael               | 1    | 1    | 1    | 1    | 1    | 2    | 2    | 3    | 3    | 3    | 3    | 5    | 5    | 5    | 11   | 15   | 14   |
| Rob de Nijs                  | 4    | 5    | 4    | 4    | 4    | 4    | 4    | 3    | 4    | 4    | 4    | 3    | 3    | 3    | 11   | 11   | 8    |
| David Bowie                  | 7    | 7    | 6    | 6    | 7    | 6    | 6    | 4    | 5    | 9    | 8    | 8    | 8    | 9    | 10   | 10   | 11   |
| Phil Collins                 | 2    | 1    | 3    | 3    | 3    | 3    | 4    | 3    | 3    | 6    | 5    | 6    | 6    | 5    | 10   | 11   | 10   |
| Bryan Adams                  | 8    | 8    | 7    | 7    | 6    | 6    | 7    | 2    | 3    | 3    | 5    | 6    | 6    | 6    | 10   | 11   | 12   |
| Mama's Jasje                 | 1    | 2    | 2    | 2    | 1    | 1    | 1    | 2    | 2    | 2    | 2    | 3    | 3    | 4    | 10   | 10   | 8    |
| Metejoor                     | -    | -    | -    | -    | -    | -    | -    | -    | -    | -    | -    | -    | -    | -    | 5    | 8    | 11   |

## Presentatoren
In dit overzicht zijn enkel de vaste presentatoren van Radio 2 opgenomen.
| Presentator          | 2007      | 2008      | 2009      | 2010      | 2011      | 2012      | 2013      | 2014      | 2015      | 2016      | 2017      | 2018      | 2019      | 2020      | 2021      | 2022      | 2023      | 2024      |  |
| -------------------- | --------- | --------- | --------- | --------- | --------- | --------- | --------- | --------- | --------- | --------- | --------- | --------- | --------- | --------- | --------- | --------- | --------- | --------- |  |
| Herbert Verhaeghe    | 2007–2008 | 2007–2008 |           |           |           |           |           |           |           |           |           |           |           |           |           |           |           |           |  |
| Guy De Pré           | 2007–2009 | 2007–2009 | 2007–2009 |           |           |           |           |           |           |           |           |           |           |           |           |           |           |           |  |
| Dieter Vandepitte    | 2007–2012 | 2007–2012 | 2007–2012 | 2007–2012 | 2007–2012 | 2007–2012 |           |           |           |           |           |           |           |           |           |           |           |           |  |
| Peter Verhulst       |           | 2008–2012 | 2008–2012 | 2008–2012 | 2008–2012 | 2008–2012 |           |           |           |           |           | 2018-2021 | 2018-2021 | 2018-2021 | 2018-2021 |           |           |           |  |
| David Van Ooteghem   |           |           | 2009      |           |           |           |           |           |           |           |           |           |           |           |           |           |           |           |  |
| Benjamien Schollaert |           |           |           | 2010–2020 | 2010–2020 | 2010–2020 | 2010–2020 | 2010–2020 | 2010–2020 | 2010–2020 | 2010–2020 | 2010–2020 | 2010–2020 | 2010–2020 |           | 2022      |           | 2024      |  |
| Christel Van Dyck    |           |           |           | 2010–2018 | 2010–2018 | 2010–2018 | 2010–2018 | 2010–2018 | 2010–2018 | 2010–2018 | 2010–2018 | 2010–2018 |           |           |           |           |           |           |  |
| Marc Pinte           |           |           |           |           | 2011      |           |           |           |           |           |           |           |           |           |           |           |           |           |  |
| Lars De Groote       |           |           |           |           |           | 2012      |           |           |           | 2016–2020 | 2016–2020 | 2016–2020 | 2016–2020 | 2016–2020 |           |           |           |           |  |
| Anja Daems           |           |           |           |           |           |           | 2013      |           | 2015–2024 | 2015–2024 | 2015–2024 | 2015–2024 | 2015–2024 | 2015–2024 | 2015–2024 | 2015–2024 | 2015–2024 | 2015–2024 |  |
| Caren Meynen         |           |           |           |           |           |           | 2013      |           | 2015–2018 | 2015–2018 | 2015–2018 | 2015–2018 |           | 2020-2024 | 2020-2024 | 2020-2024 | 2020-2024 | 2020-2024 |  |
| Albrecht Wauters     |           |           |           |           |           |           | 2013–2016 | 2013–2016 | 2013–2016 | 2013–2016 |           |           |           |           |           |           |           |           |  |
| Kim Debrie           |           |           |           |           |           |           |           | 2014      |           | 2016–2024 | 2016–2024 | 2016–2024 | 2016–2024 | 2016–2024 | 2016–2024 | 2016–2024 | 2016–2024 | 2016–2024 |  |
| Cathérine Vandoorne  |           |           |           |           |           |           |           | 2014–2021 | 2014–2021 | 2014–2021 | 2014–2021 | 2014–2021 | 2014–2021 | 2014–2021 | 2014–2021 |           |           |           |  |
| Ruben Van Gucht      |           |           |           |           |           |           |           |           |           | 2016–2019 | 2016–2019 | 2016–2019 | 2016–2019 |           |           |           |           |           |  |
| Daan Masset          |           |           |           |           |           |           |           |           |           |           |           |           | 2019-2024 | 2019-2024 | 2019-2024 | 2019-2024 | 2019-2024 | 2019-2024 |  |
| Britt Van Marsenille |           |           |           |           |           |           |           |           |           |           |           |           | 2019      |           |           |           |           |           |  |
| Vanessa Vanhove      |           |           |           |           |           |           |           |           |           |           |           |           | 2019-2020 | 2019-2020 |           |           |           |           |  |
| Siska Schoeters      |           |           |           |           |           |           |           |           |           |           |           |           |           | 2020-2021 | 2020-2021 |           | 2023      |           |  |
| Karolien Debecker    |           |           |           |           |           |           |           |           |           |           |           |           |           |           | 2021-2022 | 2021-2022 |           |           |  |
| Niels Destadsbader   |           |           |           |           |           |           |           |           |           |           |           |           |           |           | 2021-2022 | 2021-2022 |           |           |  |
| Dirk Ghijs           |           |           |           |           |           |           |           |           |           |           |           |           |           |           | 2021-2024 | 2021-2024 | 2021-2024 | 2021-2024 |  |
| Filip Ledaine        |           |           |           |           |           |           |           |           |           |           |           |           |           |           | 2021      |           |           |           |  |
| Ann Reymen           |           |           |           |           |           |           |           |           |           |           |           |           |           |           | 2021-2024 | 2021-2024 | 2021-2024 | 2021-2024 |  |
| Sharon Slegers       |           |           |           |           |           |           |           |           |           |           |           |           |           |           | 2021-2023 | 2021-2023 | 2021-2023 |           |  |
| Iris Van Hoof        |           |           |           |           |           |           |           |           |           |           |           |           |           |           | 2021      |           |           |           |  |
| Margaux Bogaert      |           |           |           |           |           |           |           |           |           |           |           |           |           |           |           | 2022-2024 | 2022-2024 | 2022-2024 |  |
| Peter Van de Veire   |           |           |           |           |           |           |           |           |           |           |           |           |           |           |           |           | 2023-2024 | 2023-2024 |  |
| Romy Deridder        |           |           |           |           |           |           |           |           |           |           |           |           |           |           |           |           | 2023-2024 | 2023-2024 |  |
| Xavier Taveirne      |           |           |           |           |           |           |           |           |           |           |           |           |           |           |           |           |           | 2024      |  |